# Esteban I de Croacia
Esteban I (en croata: Stjepan I; hacia 988-1058) fue rey de Croacia aproximadamente desde 1030 hasta su muerte en 1058. Perteneció a la dinastía Trpimirović (rama Krešimirović) y fue el primer rey croata cuyo nombre de pila era «Esteban» (Stjepan), ya que Držislav lo había adoptado en la coronación. Su ban fue Esteban Praska.

### Orígenes
Esteban era hijo del antiguo rey Svetoslav Suronja, quien lo entregó como rehén al dux veneciano Pietro II Orseolo. Se casó con la hija de este, Hicela Orseolo, que le dio dos hijos: Pedro Krešimir IV, que lo sucedió en el trono croata, y Častimir, el padre del futuro rey croata Esteban II.

### Reinado
Esteban sucedió formalmente a su tío Krešimir III en 1030, aunque es probable que compartiese el poder con él desde 1028. El rey continuó con los planes de expansión de sus predecesores, que habían tratado de apoderarse de las ciudades costeras, pero sus esfuerzos resultaron infructuosos.
Croacia se inmiscuyó en 1035 en la disputa del vecino Sacro Imperio que enfrentó al conde carintio Adalberón con su señor, el emperador Conrado II. Aldaberón fue acusado el 18 de mayo de ese año en la asamblea de Bamberg de conspirar contra el emperador con ayuda de los croatas. Como consecuencia, Conrado reforzó las defensas imperiales en las tierras lindantes con Croacia.
Esteban arrebató Zadar a los venecianos entre 1038 y 1041, posiblemente con la ayuda del recién coronado rey húngaro Pedro Orseolo, que era sobrino de su esposa. Esteban dominó la ciudad costera dálmata hasta 1050, cuando la recuperó el dogo Domenico I Contarini.
Para tratar de mantener influencia bizantina en las ciudades dálmatas, el emperador bizantino concedió el título de protospatario a Esteban Praska, ban al servicio de Esteban I. Este creó la diócesis de Knin en 1040, que se extendía hacia el norte hasta que el río Drava. El obispo de Knin también tenía el título de «obispo croata» (en latín: episcopus chroatensis).
El comercio y el comercio florecieron bajo Esteban I. Una aristocracia floreciente emergió en Zadar, Biograd, Knin, Split y otras ciudades costeras.
Esteban I gobernó hasta su fallecimiento en 1058. El trono lo ocupó entonces su hijo, Pedro Krešimir IV. Sus sucesores llamaban al lugar donde estaba enterrado los «campos de Klis» (Clisio campo). La mayoría de los historiadores afirman que probablemente fue enterrado en la Iglesia de San Esteban en Otok.

## Familia
Desposó a Hicela Orseolo en torno al 1008 y tuvo dos hijos con ella:
- Pedro Krešimir IV de Croacia (?-1074/1075), rey de Croacia desde 1059 y
- Častimir o Gojslav (?-?), que engendró a Esteban II de Croacia, el último varón del linaje Trpimirović.